# Ugo Dotti

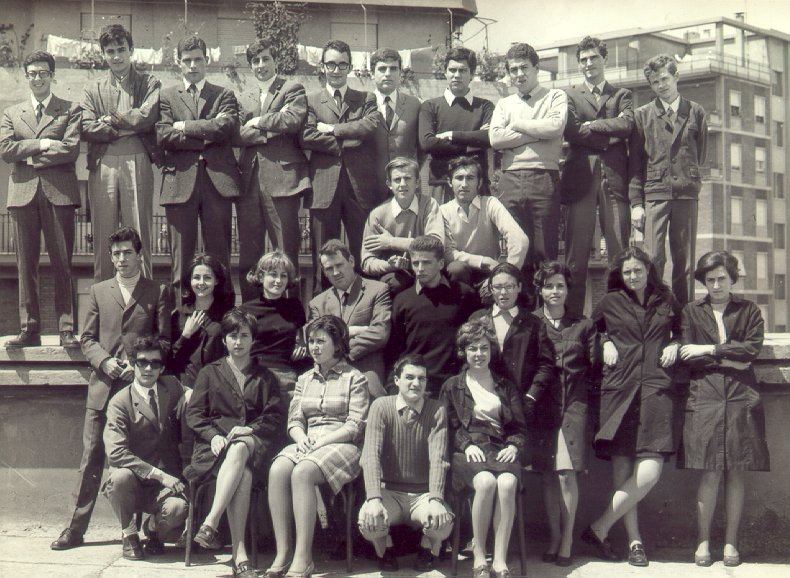
Ugo Dotti nel 1968 insegnante al liceo scientifico Galilei di Terni

Ugo Dotti (Cremona, 1933 – Roma, 27 settembre 2017) è stato un critico letterario italiano.

## Biografia
Studioso di letteratura italiana, è stato professore di tale materia all'Università degli Studi di Perugia e, successivamente, all'Università di Salerno. Si è occupato vastamente delle opere di Francesco Petrarca, curandone alcune edizioni e scrivendovi saggi. Per la sua traduzione delle Lettere senili del Petrarca gli fu assegnato il XXIII Premio Monselice per la traduzione letteraria (1993). È morto a Roma il 27 settembre 2017.

## Opere
- Galilei: la vita, il pensiero, i testi esemplari, Milano, Accademia Sansoni, 1971
- Il dibattito sul Romanticismo, Messina-Firenze, D'Anna, 1974
- Petrarca e la scoperta della coscienza moderna, Milano, Feltrinelli, 1978
- Niccolò Machiavelli: la fenomenologia del potere, Milano, Feltrinelli, 1979
- I dissidenti del Risorgimento. Cattaneo, Ferrari, Pisacane, Roma, Laterza, 1985
- Il savio e il ribelle: Manzoni e Leopardi, Roma, Editori Riuniti, 1987
- Vita di Petrarca, Roma, Laterza, 1987
- La città dell'uomo. L'umanesimo da Petrarca a Montaigne, Roma, Editori Riuniti, 1992
- La Divina Commedia e la città dell'uomo, Roma, Donzelli, 1996
- Lo sguardo sul mondo. Introduzione a Leopardi, Roma, Laterza, 1999
- Petrarca civile, Roma, Donzelli, 2001
- Machiavelli rivoluzionario. Vita e opere, Roma, Carocci, 2003
- Gli scrittori e la storia, Reggio Calabria, Città del Sole Edizioni, 2004
- Petrarca a Parma, Diabasis, Reggio Emilia 2006
- Il sogno del poeta, Torino, Aragno, 2008
- La rivoluzione incompiuta, Torino, Aragno, 2011

### Traduzioni
- Francesco Petrarca, Le familiari Libri 1-4, Urbino, Argalia, 1970
- Francesco Petrarca, Le familiari, Libri 1-11, Urbino, Argalia, 1974 (2 voll., anche curatela)
- Francesco Petrarca, Sine nomine: lettere polemiche e politiche, Roma, Laterza, 1974 (anche curatela)
- Francesco Petrarca, Epistole, Torino, UTET, 1978 (2 voll., anche curatela)
- Francesco Petrarca, Le Familiari, Roma, Archivio Guido Izzi, 1992
- Francesco Petrarca, Le Senili. Libro primo, Roma, Archivio Guido Izzi, 1993
- Francesco Petrarca, Secretum, Roma, Archivio Guido Izzi, 1993
- Francesco Petrarca, Il mio segreto, Milano, Rizzoli, 2000
- Quinto Orazio Flacco, Satire, Milano, Feltrinelli, 2006 (anche curatela)
- Quinto Orazio Flacco, Epistole e Ars poetica, Milano, Feltrinelli, 2008 (anche curatela)
- Quinto Orazio Flacco, Odi ed Epodi. Canto secolare, Milano, Feltrinelli, 2010 (anche curatela)
- Decimo Giunio Giovenale, Satire, Milano, Feltrinelli, 2013 (anche curatela)
- Tito Lucrezio Caro, La natura delle cose, Milano, Feltrinelli, 2015 (anche curatela)
- Lucio Anneo Seneca, La brevità della vita, Milano, Feltrinelli, 2017 (anche curatela)